# ويل شامبرز
ويل شامبرز (بالإنجليزية: Will Chambers)‏ هو لاعب دوري الرغبي أسترالي، ولد في 26 مايو 1988 في Gove Peninsula ‏ في أستراليا.